# Schwungräder (Walzer)
Schwungräder ist ein Walzer von Johann Strauss Sohn (op. 223). Das Werk wurde am 27. Februar 1859 im Redouten Saal der Wiener Hofburg erstmals aufgeführt.

## Einzelnachweis
1. ↑  Quelle: Englische Version des Booklets (Seite 99) in der 52 CDs umfassenden Gesamtausgabe der Orchesterwerke von Johann Strauß (Sohn), Hrsg. Naxos (Label). Das Werk ist als achter Titel auf der 37. CD zu hören.